# バリタ・リマヌ条約
バリタ・リマヌ条約（バリタ・リマヌじょうやく、英語: Treaty of Balta Liman）または、オスマン＝イギリス通商条約、英土通商条約は、1838年、イギリス（グレートブリテン及びアイルランド連合王国）とオスマン帝国が結んだ通商条約。オスマン帝国側に不利な不平等条約であり、その後、イギリスがアジア諸国と結ぶことになる一連の通商条約の原型となった。オスマン帝国はこののち同様の条約をフランス、ドイツ諸都市、プロイセン王国、ベルギー王国、ロシア帝国などとも結び、オスマン帝国の市場はこれにより、当時ヨーロッパ資本主義が主導していたグローバル化の波に直接さらされることとなった。

## 概要
1808年にオスマン帝国の皇帝（スルタン）に即位したマフムト2世はイェニチェリを廃止して軍の西欧化を推進し、外務・内務・財務の3省を新設して政府機構の近代化を図り、翻訳局を設置して留学生をヨーロッパ諸国に派遣して人材を育成し、さらに帝国内の「アーヤーン」（「地方名士」「地方名望家」）と称される半独立の勢力を抑えるなどして中央支配の再確立を目指した。しかし、シリアをめぐる、エジプトの太守ムハンマド・アリーとの対立はエジプト・トルコ戦争（第一次）へと発展した。
オスマン帝国はエジプトの挑戦に対抗するためロシアの援助を頼り、1833年、ウンキャル・スケレッシ条約を結んで黒海から地中海へと通ずるボスフォラス海峡およびダーダネルス海峡の通航権をロシアに対してだけ与えた。インドへのルートの他勢力からの介入を排除しようとするイギリスは、エジプトの強大化にもロシアの南下政策にも反対であった。さらに、ムハンマド・アリーはイギリス産の綿製品の輸入を制限するなど同国に対して敵対的な姿勢を示していたため、彼の覇権がシリアでも確立されることは、すでにトルコに巨大市場を確立していたイギリス綿工業にとって重大な脅威となった。第一次戦争はエジプト優勢のうちに終わり、ムハンマド・アリーはエジプト・シリアの終身統治権を獲得した。1838年5月、ムハンマド・アリーはオスマン帝国からの独立を宣言し、これは第二次戦争の原因となった。こうしたなか、エジプトとの関係を好転させるべく、オスマン帝国の外務大臣のムスタファ・レシト・パシャはヨーロッパじゅうを奔走した。
1838年、メルバーン子爵内閣の外務大臣パーマストンとムスタファ・レシト・パシャはオスマン帝国の保全と自由貿易を目的とするバリタ・リマヌ条約を結んだ。この条約には、イギリス商人のオスマン帝国領内での特権的通商貿易と課税率、また、本来は恩恵的保護特権であったカピチュレーションによる領事裁判権をイギリス側に認めるなど不平等な内容を含んでおり、イギリスがこののちアジア諸国と結ぶことになる一連の通商条約の雛形となった。
オスマン帝国内では、1839年11月、新皇帝アブデュルメジト1世がイスタンブルにおいてムスタファ・レシト・パシャの起草によるギュルハネ勅令を発布し、全面的な改革政治を開始することを宣言、行政から軍事、財政、文化、教育に至るまで西欧的体制への転向を図った。これが、「タンジマート」と総称されるオスマン帝国の自主的諸改革の始まりとなった。以降、オスマン帝国は改革政治のもと中央集権的な官僚機構と近代的な軍隊を確立し、西欧型国家への転換を進めていった。ただし、ヨーロッパ商人たちの領内における自由な経済活動や累積する外債の圧迫などによって、帝国はヨーロッパ経済への従属度をますます強めていった。